# 3906 Chao
3906 Chao (1987 KE1) là một tiểu hành tinh vành đai chính được phát hiện ngày 31 tháng 5 năm 1987 bởi Shoemaker, C. ở Palomar.